# Código de área 845

El área azul es el estado de Nueva York; el área roja es el código de área 845

845 es el código de área norteamericano para el estado de Nueva York abasteciendo a los condados del Valle Hudson; Rockland, Putnam, Orange, Dutchess (excepto los de la esquina noreste), Ulster y Sullivan, al igual que pequeñas partes de los condados de Delaware, Greene y Columbia. Fue creado del código de área 914 cuando el prefijo fue dividido del condado de Westchester. El código de área empezó a operar el 5 de junio de 2000.

## Comunidades servidas por este prefijo
- Beacon
- Blauvelt
- Brewster
- Carmel
- Clarkstown
- Cold Spring
- Cortland
- Cottekill
- Crawford
- Fishkill
- Garrison
- Goshen
- Haverstraw
- Highland
- Hopewell Junction
- Hyde Park
- Kingston
- Mahopac
- Margaretville
- Middletown
- Monroe
- Monsey
- Montebello
- Nanuet
- Nelsonville
- Newburgh
- New City
- New Paltz
- Nyack
- Orangetown
- Pomona
- Patterson
- Pawling
- Pearl River
- Phoenicia
- Piermont
- Pine Bush
- Port Jervis
- Poughkeepsie
- Putnam Valley
- Red Hook
- Rhinebeck
- Rosendale
- Saugerties
- Spring Valley
- Stone Ridge
- Stony Point
- Suffern
- Valley Cottage
- Wallkill
- Washingtonville
- West Nyack
- West Point
- Woodbury
- Woodstock